# Амазо
Ама́зо (англ. Amazo) — суперзлодей-андроид из комиксов, которые издаёт компания DC Comics. Впервые появился в выпуске The Brave and the Bold #30 (июнь 1960).
Считается одним из самых могущественных врагов Лиги Справедливости. Сравнивая его с Альтроном из Marvel, журналист Сэм Хатчинсон из Comic Book Resources отмечал, что «помимо своей типичной способности перенимать навыки и силы других, Амазо также известен тем, что обладает очень острым и стратегическим умом с точки зрения боевых возможностей».